# Universiteit van Debrecen
De Universiteit van Debrecen (Hongaars: Debreceni Egyetem) is de grootste onderwijsinstelling in Debrecen en een van de voornaamste universiteiten van Hongarije. De instelling kwam in 2000 tot stand als resultaat van een fusie van drie universiteiten en een hogeschool, waarvan er twee teruggaan op een in 1912 in Debrecen opgerichte universiteit. De instelling plaatst zich bovendien in de traditie van het Reformatorisch College van Debrecen, dat in 1538 werd gesticht. Hiernaar verwijst de fakkel, het gerundium, in het embleem van de universiteit.

## Geschiedenis
De Universiteit van Debrecen heeft vier directe voorgangers: de Lajos Kossuth-Universiteit (KLTE), de Medische Universiteit van Debrecen (DOTE), de Landbouwuniversiteit van Debrecen (DATE) en de Pedagogische Hogeschool István Wargha in Hajdúböszörmény.
De KLTE en de DOTE kwamen beide voort uit dezelfde instelling, die in 1912 als Hongaarse Koninklijke Universiteit (Magyar Királyi Tudományegyetem) werd opgericht, gelijktijdig met de Elisabeth-Universiteit van Presburg (nu Bratislava), dat toen nog in Hongarije lag. Daarmee was Debrecen voor het eerst officieel universiteitsstad. De universiteit betrok het gebouw van het Reformatorisch College, dat als theologische faculteit in de nieuwe instelling opging. Daarnaast waren er van meet af aan faculteiten geneeskunde, rechten en letteren.
Het stadsbestuur schonk de universiteit een groot terrein in het Nagyerdő, het "grote bos" ten noorden van de stad, waar omvangrijke nieuwbouw tot stand zou komen. In 1920 werd de universiteit omgedoopt in István Tisza-Universiteit: de in 1918 vermoorde politicus István Tisza had aan het Reformatorisch College gestudeerd. In 1932 werd de nieuwbouw officieel in gebruik genomen.
Na de Tweede Wereldoorlog en de communistische machtsovername werd de instelling aanvankelijk nog uitgebreid met een faculteit natuurwetenschappen (1949), maar in 1950 werd de rechtenfaculteit gesloten, waarna de instelling, die zich inmiddels van de naam Tisza had ontdaan, een jaar later werd opgesplitst. De theologische faculteit ging verder als Theologische Academie: hieruit kwam de huidige Gereformeerde Theologische Universiteit van Debrecen (DRHE) voort. Ook de medische faculteit werd een zelfstandige instelling: de DOTE. De niet-afgesplitste onderdelen werden in 1952 omgedoopt in Lajos Kossuth-Universiteit (KLTE), ter gelegenheid van de 150ste geboortedag van de revolutionair Lajos Kossuth, die in 1849 in het auditorium van het Reformatorisch College van Debrecen de Hongaarse onafhankelijkheid had uitgeroepen.
KLTE en DOTE gingen in 2000 samen met een derde plaatselijke universiteit, waarvan de voorgeschiedenis terugging tot 1868. In dat jaar werd een landbouwschool gesticht (Debreceni Országos Felsőbb Gazdasági Tanintézet), die later de status van hogeschool kreeg en in 1970 na een fusie die van universiteit (Debreceni Agrártudományi Egyetem, DATE).

## Faculteiten
De universiteit telt veertien faculteiten:
1. Rechten (Állam- és Jogtudományi Kar)
2. Geneeskunde (Általános Orvostudományi Kar)
3. Letteren (Bölcsészettudományi Kar)
4. Gezondheidszorg (Egészségügyi Kar)
5. Tandheelkunde (Fogorvostudományi Kar)
6. Economische wetenschappen (Gazdaságtudományi Kar)
7. Pedagogiek en volwasseneneducatie (Gyermeknevelési és Felnőttképzési Kar)
8. Farmacie (Gyógyszerésztudományi Kar)
9. Informatica (Informatikai Kar)
10. Landbouw, voedingswetenschappen en milieubeheer (Mezőgazdaság-, Élelmiszertudományi és Környezetgazdákodási Kar)
11. Techniek (Műszaki Kar)
12. Volksgezondheid (Népegészségügyi Kar)
13. Natuurwetenschappen en technologie (Természettudományi és Technológiai Kar)
14. Muziek (Zeneművészeti Kar)

De faculteit Gezondheidszorg is gevestigd in Nyíregyháza en de faculteit Pedagogiek en volwasseneneducatie in Hajdúböszörmény.
Bestuurlijk zelfstandig is de Zomeruniversiteit van Debrecen (Debreceni Nyári Egyetem), die sinds 1927 in de gebouwen van de universiteit cursussen Hongaarse taal en cultuur voor buitenlanders verzorgt.